# Boyeria cretensis
Boyeria cretensis là một loài chuồn chuồn ngô thuộc họ Aeshnidae. Nó là loài đặc hữu của Hy Lạp. Môi trường sống tự nhiên của chúng là sông ngòi. Chúng hiện đang bị đe dọa vì mất môi trường sống.